# Vindafjords kommun
Vindafjords kommun (norska: Vindafjord kommune) är en kommun i landskapet Haugalandet i Rogaland fylke i sydvästra Norge. Kommunens centralort är tätorten Ølen.

## Administrativ historik
Vindafjords kommun upprättades den 1 januari 1965 genom en sammanslagning av den tidigare kommunen Sandeid och delar av de tidigare kommunerna Imsland, Skjold, Vats och Vikedal. Kommunen hade 4 616 invånare vid upprättandet.
Den 1 januari 1969 överfördes ett bebott område (gården Sponevik med sex invånare) från Vindafjords kommun till Tysværs kommun.
Den 1 januari 1978 överfördes ett bebott område (Vormestrands krets med 13 invånare) från Vindafjords kommun till Suldals kommun.
Den 1 januari 2006 gick Ølens kommun upp i Vindafjords kommun. Kommunen bytte samtidigt kommunvapen samt centralort från Vikedal till Ølen.

## Kommunvapen
Kommunvapnet kombinerar motivet från Ølens kommuns gamla vapen med tinkturerna från Vindafjords gamla vapen.

### Upphörda kommunvapen inom den nuvarande kommunen

Vindafjords kommun (1986-2005)
Ølens kommun (1986-2005)

## Tätorter
I Vindafjords kommun finns fem tätorter:
- Sandeid
- Skjold
- Vikedal
- Ølen (centralort)
- Ølensvåg

## Socknar
Inom Norska kyrkan är Vindafjords kommun indelad i sju socknar:
- Imslands socken
- Sandeids socken
- Skjolds socken
- Vats socken
- Vikebygds socken
- Vikedals socken
- Ølen og Bjoa socken

Socknarna ingår i Haugalands prosteri i Stavangers stift.

## Bilder

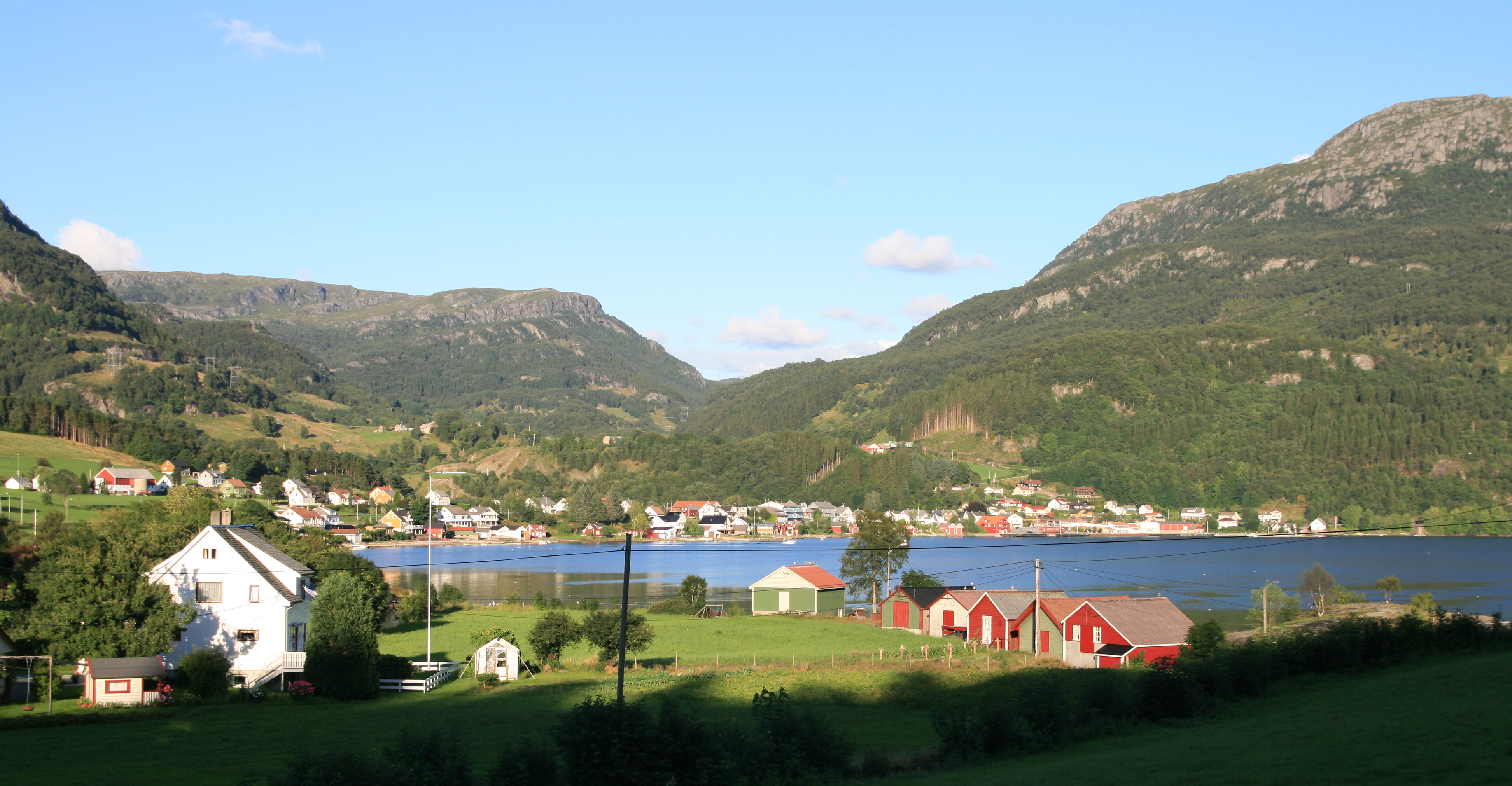
Sandeid.
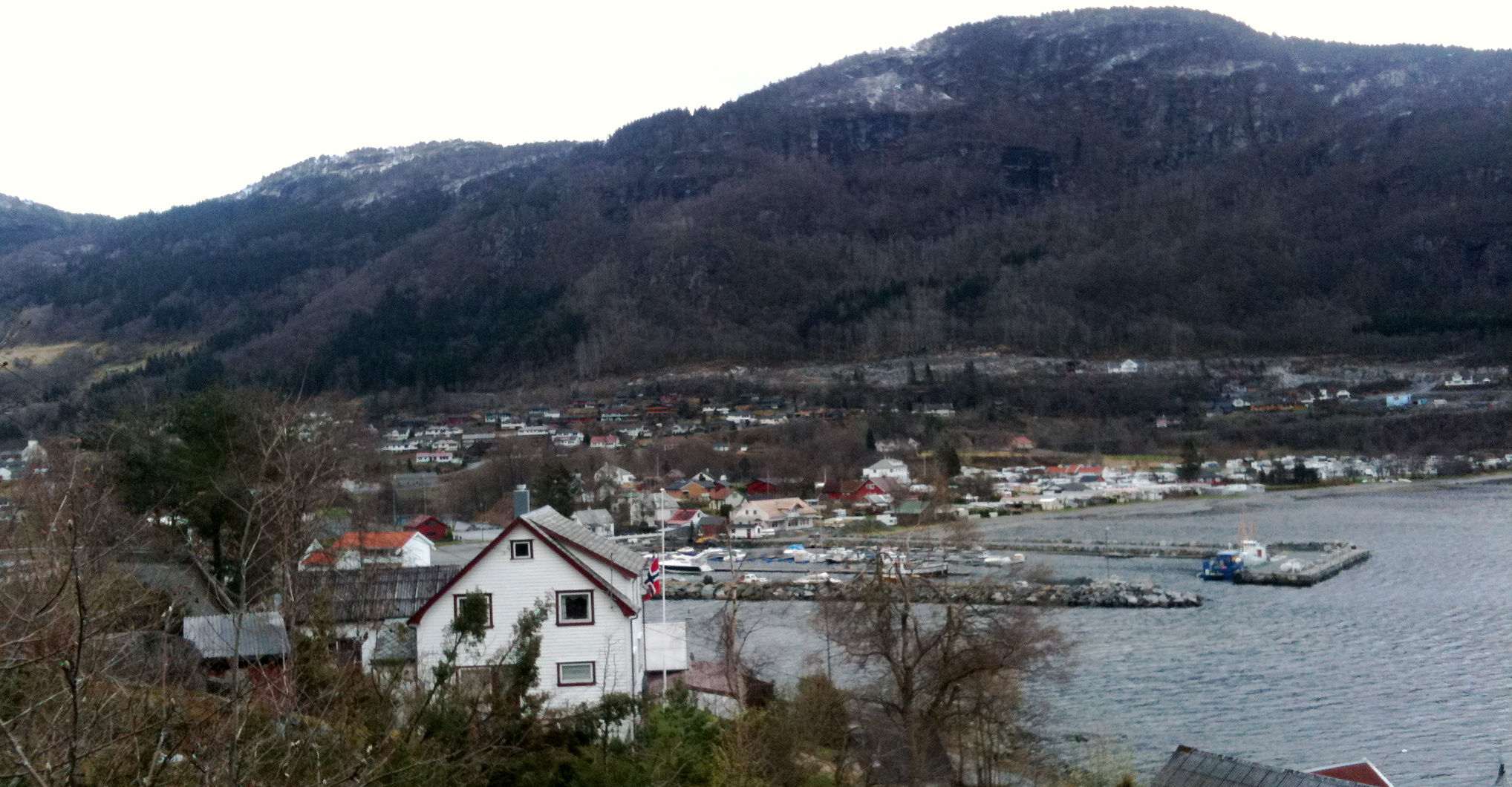
Vikedal.
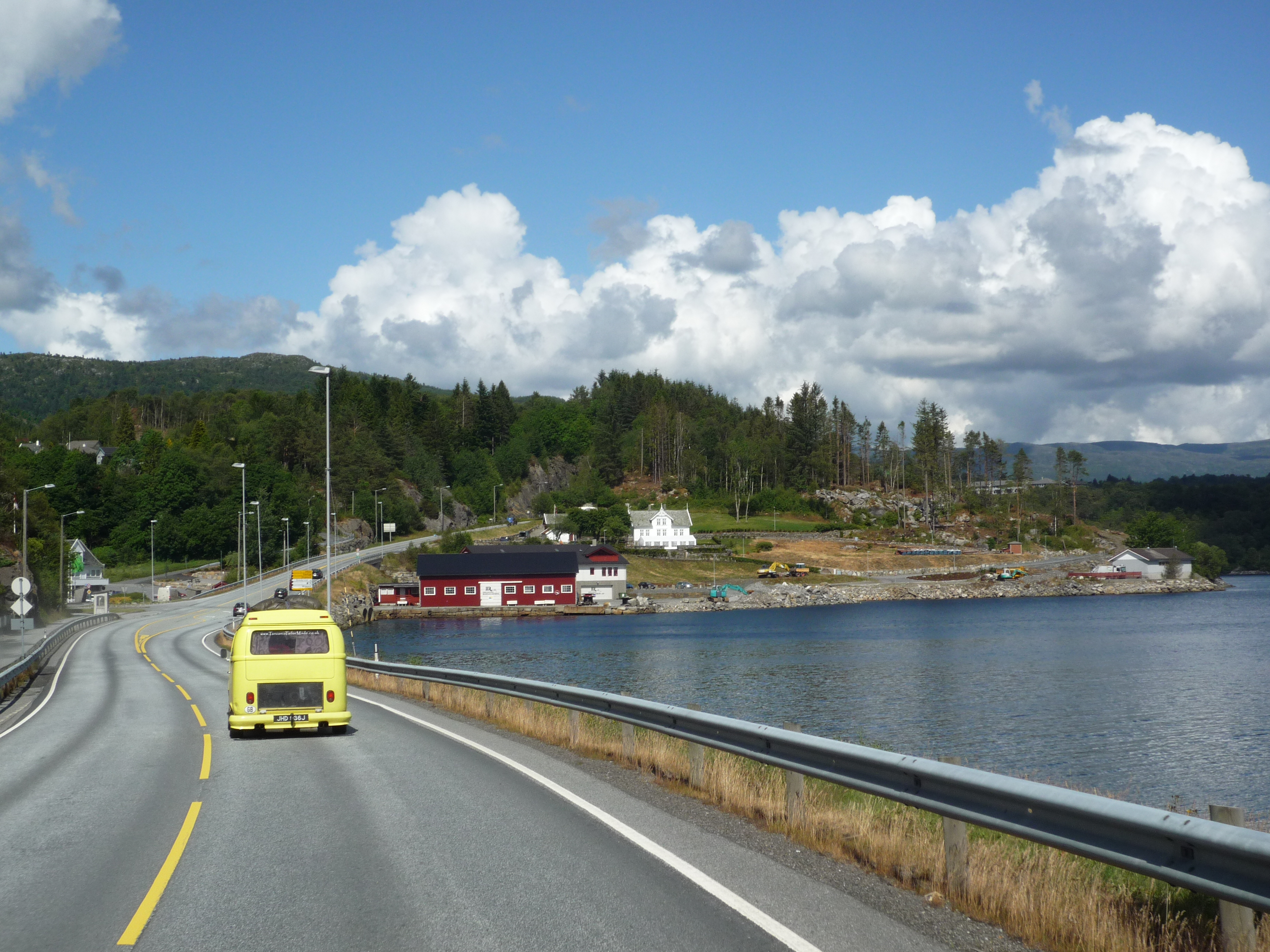
Europaväg 134 vid Skjold.
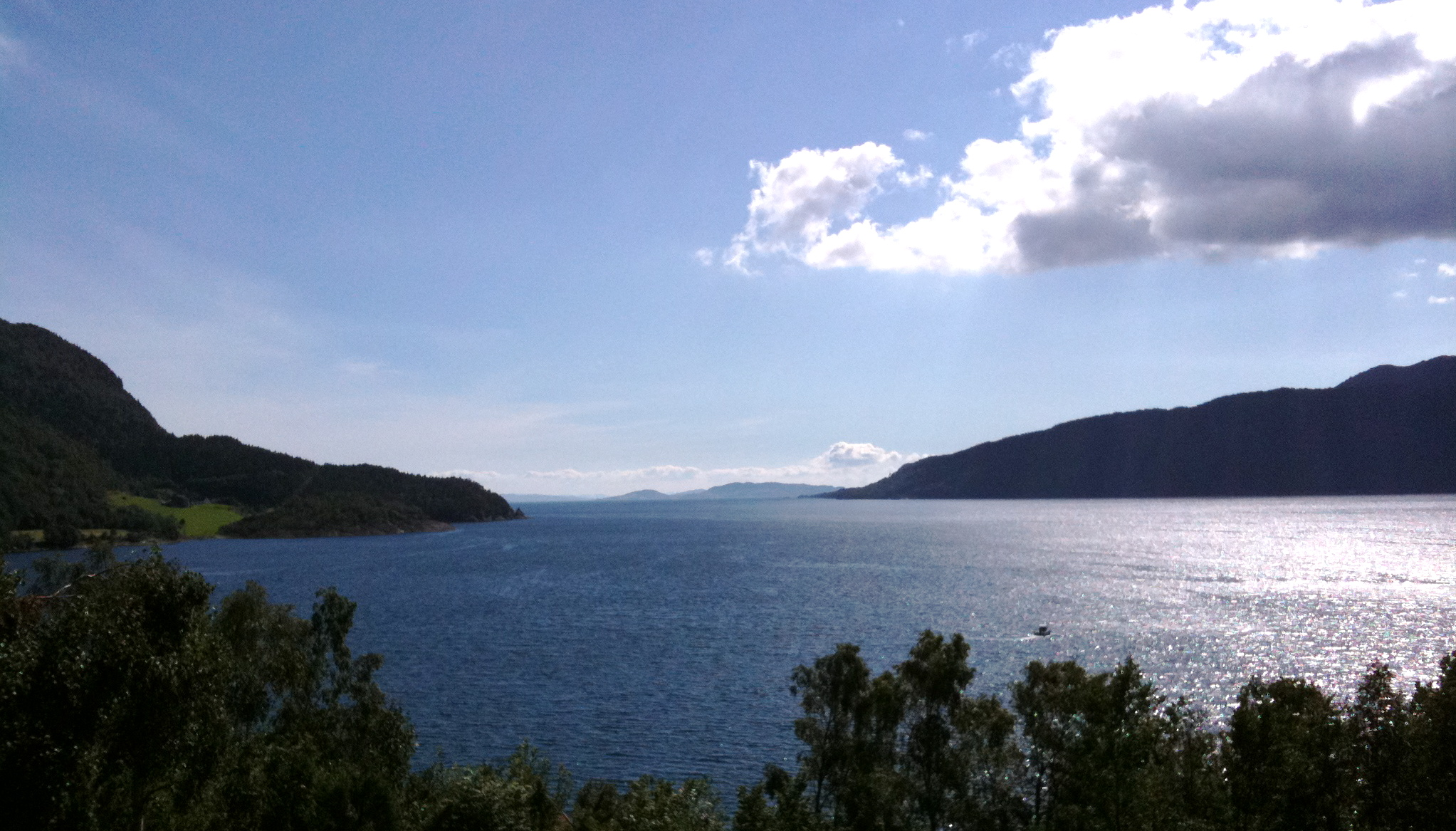
Vindafjorden.